# Conceição das Alagoas
Conceição das Alagoas là một đô thị thuộc bang Minas Gerais, Brasil. Đô thị này có diện tích 1348,222 km², dân số năm 2007 là 20426 người, mật độ 14,4 người/km².